# Abdul Cader Shahul Hameed
Abdul Cader Shahul Hameed (* 10. April 1928 in Kurugoda, Ceylon; † 3. September 1999 in Colombo) war ein sri-lankischer Politiker.

## Biografie
Hameed (Ḥāmid), Mitglied der United National Party (UNP), wurde 1977 zum Außenminister in die Regierung von Premierminister Junius Richard Jayawardene berufen. Dieses Amt behielt er auch, nachdem Jayawardene nach einer Verfassungsreform 1978 Präsident wurde, im Kabinett von Premierminister Ranasinghe Premadasa bis 1989.
Als Premadasa 1989 Präsident wurde, wurde Hameed im Rahmen einer Regierungsumbildung Minister für Hochschulbildung in der Regierung von Premierministerin Dingiri Banda Wijetunga. Auch in dieser Funktion war er Leiter der Regierungsseite bei den Friedensgesprächen mit den Liberation Tigers of Tamil Eelam (LTTE). Diese Gespräche brachen jedoch ab und die Kämpfe zwischen Regierungstruppen und der LTTE, die für die Unabhängigkeit des von Tamilen dominierten Nordens und Ostens Sri Lankas vom Rest der Insel kämpften, begannen erneut.
Als Wijetunga 1993 nach der Ermordung Premadasas Präsidentin Sri Lankas wurde, erfolgte seine erneute Ernennung zum Außenminister im Kabinett von Premierminister Ranil Wickremesinghe. Auch nachdem die UNP 1994 ihre Macht bei den allgemeinen Wahlen verloren hatte, übernahm Hameed weiterhin eine Schlüsselrolle für die Bemühungen innerhalb Partei bei der Lösung nach einem Ende des ethnischen Konflikts in dem vom Bürgerkrieg zerstörten Land.